# Mary McCarthy
Mary Therese McCarthy (Seattle, 21 de junho de 1912 – Nova Iorque, 25 de outubro de 1989) foi uma escritora, crítica literária e ativista política estadunidense.

## Vida Pessoal
Nascida em Seattle, Washington, filha de Roy Winfield McCarthy e de sua esposa, Therese Preston, McCarthy ficou orfã aos seis anos, quando seus dois pais morreram na epidemia de Gripe espanhola de 1918. Ela e seus irmãos, Kevin, Preston e Sheridan, foram criados em circunstâncias muito infelizes por seus avós católicos em Minneapolis, Minnesota, sob cuidados de um tio e tia que ela lembra por serem agressivos e abusivos.
Quando a situação se tornou intolerável, ela foi levada por seus avós maternos para Seattle. Sua avó materna, Augusta Morganstern, era judia, e seu avô materno, Harold Preston, um proeminente advogado e co-fundador da firma Preston Gates & Ellis, era presbiteriano. McCarthy dava crédito a seu avô, que ajudou a escrever um dos primeiros Atos de Compensação dos Trabalhadores, por ajudar em sua formação liberal. McCarthy explora os complexos acontecimentos do início de sua vida em Minneapolis e sua entrada no mundo adulto em Memórias de uma Menina Católica. 
Sob tutela dos Prestons, McCarthy estudou na Escola do Sagrado Coração de Forest Ridge e, posteriormente, se graduou no Vassar College em Poughkeepsie, em 1933.

## Vida social
McCarthy se casou quatro vezes. Em 1933, casou-se com Harald Johnsrud um ator que, posteriormente, se tornaria roteirista. Seu esposo mais famoso foi o autor e crítico Edmund Wilson, com quem ela casou-se em 1938, após deixar seu amante Philip Rahv, com quem teve um filho, Reuel Wilson. Em 1941, ela casou com Bowden Broadwater, que trabalhava na New Yorker Magazine. Em 1961, McCarthy casou com o diplomata de carreira James R. West.
Embora tenha se afastado de alguns colegas da Partisan Review quando eles tenderam a defender uma política mais conservadora após a Segunda Guerra Mundial, ela manteve a amizade com Dwight Macdonald, Nicola Chiaromonte, Philip Rahv, F. W. Dupee e Elizabeth Hardwick. Talvez a mais considerada de todas fosse a amizade próxima que mantinha com Hannah Arendt, com quem trocou um considerável volume de correspondências tidos como rigorosamente intelectual. Após a morte de Arendt, McCarthy se tornou a inventariante de suas obras de 1976 até sua própria morte em 1989.  
McCarthy deu aulas no Bard College de 1946 a 1947, e novamente entre 1986 e 1989. Ela também lecionou um semestre no Sarah Lawrence College em 1948.  

## Reputação Literária
Sua novela de estreia, Dize-me Com Quem Andas foi aclamado pela crítica como succès de scandale, expondo o meio social dos intelectuais de Nova Iorque no final da década de 1930 com franqueza sem reservas. Após construir uma reputação como satírica e como crítica, McCarthy desfrutou sucesso popular em 1963 quando sua novela O Grupo permaneceu na New York Times Best Seller list por quase dois anos. Seu trabalho destaca-se por sua prosa precisa e por sua complexa mistura de autobiografia com ficção.
McCarthy foi vencedora do Horizon Prize, em 1949, e recebeu duas bolsas Guggenheim, em 1949 e 1959, além de ter pertencido a Academia Americana de Artes e Letras. 
McCarthy possui graus honorários do Bard College, Bowdoin College, Colby College, Smith College, Syracuse University, da University of Maine at Orono, da University of Aberdeen e da University of Hull.

### Traduções portuguesas
- Dize-me Com Quem Andas (1942), (ed. Civilização Brasileira)
- Memórias de uma Menina Católica (1957), (ed. Companhia das Letras)
- O Grupo (1963), (ed. Abril).[2] Adaptado em um filme homônimo.
- Pássaros da América (1971), (ed. Artenova)
- Canibais e Missionários (1979), (ed. Nova Fronteira); romance que explora a psicologia do terrorismo

### Obras não traduzidas
- The Oasis (1949), Backinprint.com, 1999 edition: ISBN 1-58348-392-6
- Cast a Cold Eye (1950), HBJ, 1992 reissue: ISBN 9780156154444
- The Groves of Academe (1952), Harvest/HBJ, 2002 reprint: ISBN 0-15-602787-9
- A Charmed Life (1955), Harvest Books, 1992 reprint: ISBN 0-15-616774-3
- Venice Observed (1956), Harvest/HBJ, 1963 edition: ISBN 0-15-693521-X
- The Stones of Florence (1956), Harvest/HBJ, 2002 reprint of 1963 edition: ISBN 0-15-602763-1
- On the Contrary (1961), LBS, 1980 reissue: ISBN 0-29-777736-X
- Vietnam (1967), Harcourt, Brace & World, ISBN 0-15-193633-1
- Hanoi (1968), Harcourt, Brace & World, ISBN 0-15-138450-9
- The Writing on the Wall (1970), Mariner Books, ISBN 0-15-698390-7
- Medina (1972), Harvest/HBJ, ISBN 0-15-158530-X
- The Mask of State: Watergate Portraits (1974), Harvest Books, ISBN 0-15-657302-4
- Ideas and the Novel (1980), Harvest/HBJ, ISBN 0-15-143682-7
- How I Grew (1987), Harvest Books, ISBN 0-15-642185-2 (autobiografia intelectual idade 13–21)
- Intellectual Memoirs (1992), publicado postumamente (editado por (e com prefácio de) Elizabeth Hardwick)
- A Bolt from the Blue and Other Essays (2002), New York Review Books, (compilação de ensaios e críticas), ISBN 1-59017-010-5